# Shaowu-kejsaren
Shaowu-kejsaren (紹武帝; Shàowǔ dì), personnamn Zhu Yuyue (朱聿𨮁; Zhū Yùyùe), död 1647, var en kejsare i den kinesiska Södra Mingdynastin som regerade en dryg månad kring årsskiftet 1646/1647. Zhu Yuyue var yngre bror till Longwu-kejsaren.
Efter att Longwu-kejsaren blivit tillfångatagen av Qingdynastins trupper i oktober 1646 flydde Zhu Yuyue till Guangdong. 11 december 1646 tillträdde Zhu Yuyue som kejsare Shaowu. Samtidigt kröntes Yongli-kejsaren i Zhaoqing i Guangdong och Södra Mingdynastin hade återigen, liksom under Longwu-kejsarens regentperiod dubbelt styre. De båda hoven kom inte överens och snart utbröt inbördeskrig som inledningsvis gick till kejsare Shaowus fördel. 20 januari 1647 blev dock Shaowu utsatt för ett överraskningsanfall av Qingdynastins styrkor som intog Guangzhou och avrättade kejsare Shaowu. Enligt andra källor begick kejsaren självmord.
Shaowu-kejsaren har inga tempelnamn.

## Regeringsperioder
- Shaowu (紹武), 1646–1647